# Trou de Fer

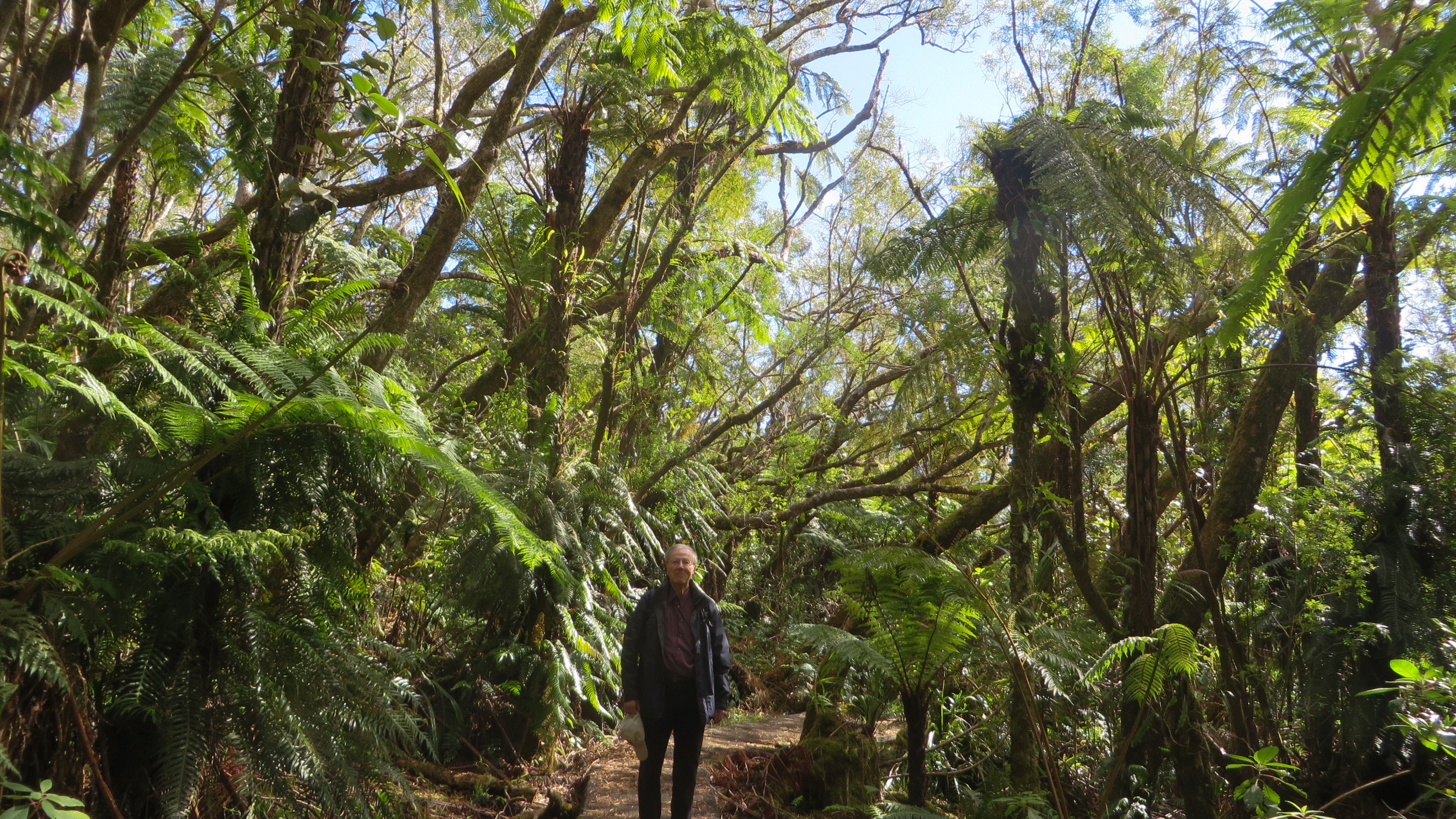
Wanderweg durch den Forêt de Bélouve zum Aussichtspunkt

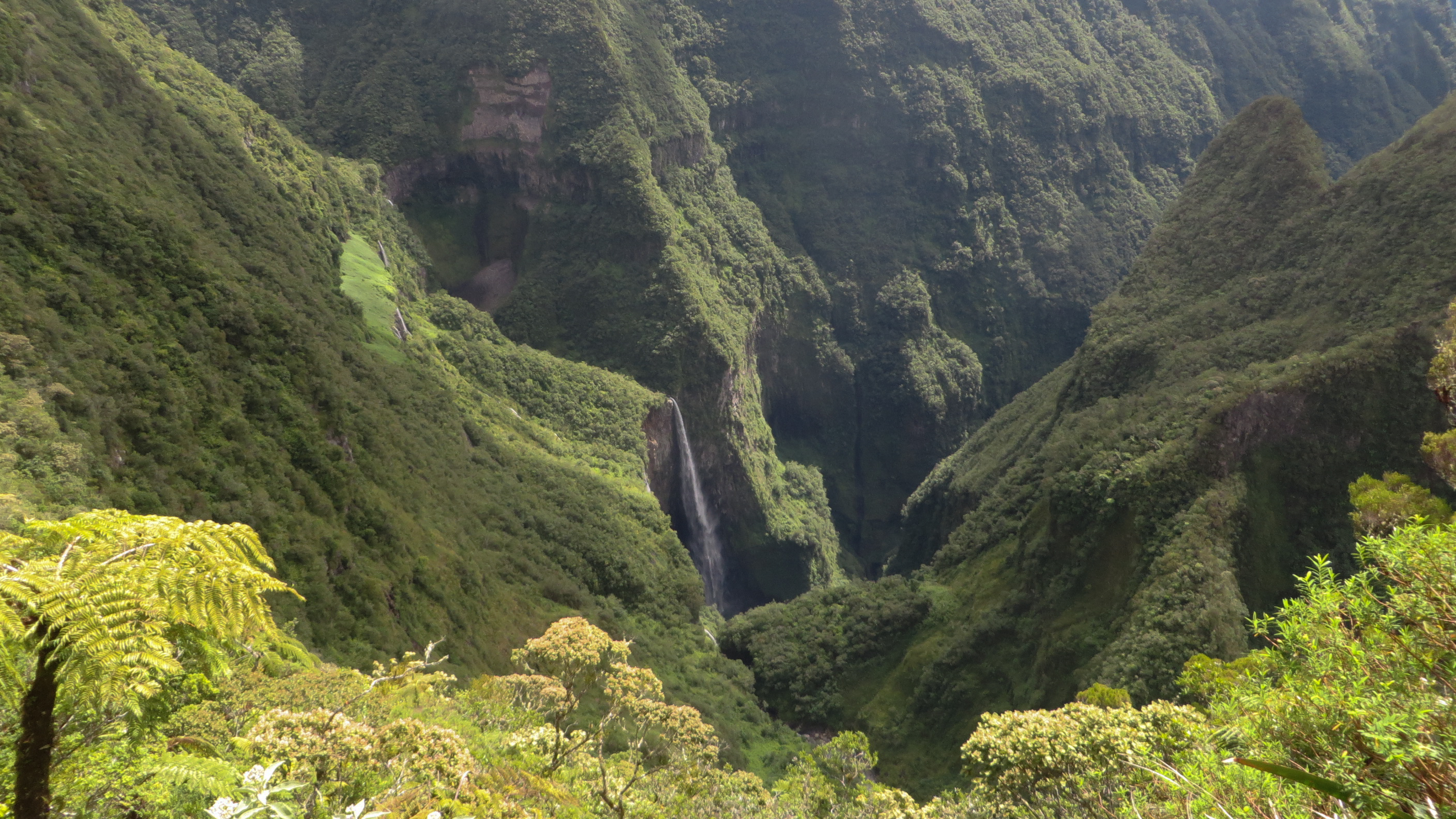
Blick auf Trou de Fer von Aussichtspunkt oberhalb aus

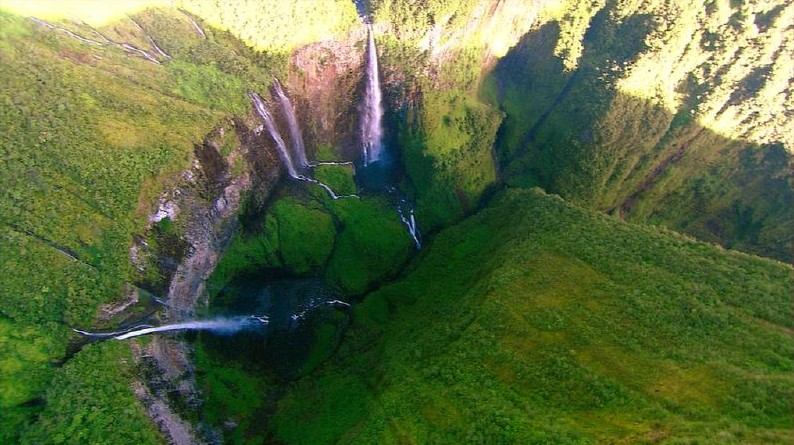
Blick auf Trou de Fer vom Hubschrauber aus

Das Trou de Fer ist eine etwa 250 Meter tiefe, kesselartige Schlucht auf der Insel Réunion. Der Name dieser geologischen Besonderheit (deutsch: Eisenloch) ist jedoch vermutlich eine sprachliche Fehlüberlieferung und lautete ursprünglich Trou d’enfer (etwa Höllenloch), da es in der Umgebung weder eisenhaltige Gesteine noch Hinweise auf Erzverhüttung (Schmelzöfen) gibt.
Das Trou de Fer liegt an einer Bergflanke im Nordosten der Insel. Das Innere ist nicht zugänglich. Über Wanderwege im Forêt de Bélouve ist eine Aussichtsplattform am südlichen Rand des Kessels erreichbar, der Blick in die Tiefe ist jedoch häufig durch Nebel und Wolken getrübt. Touristisch erschlossen ist es außerdem durch Überflüge mit Helikoptern und Ultraleichtflugzeugen.
Die sechs von verschiedenen Seiten über mehrere hundert Meter herabstürzenden Wasserfälle erzeugen ein sehr lautes Dröhnen.
Der größte Wasserfall wird durch den Bras de Caverne gespeist, der auch den Abfluss bildet. Durch eine 3,2 km lange, bis zu 850 Meter tiefe und nur wenige Meter breite, schlitzförmige Schlucht, genannt Corridor, fließt er in den Rivière du Mât. Die erste vollständige Begehung entlang des Bras de Caverne durch das Trou de Fer und durch den Corridor gelang Pascale Lapoule, Laurent Broisin und Pascal Colas vom 19. bis zum 21. September 1989.